# David Silveria
David Randall Silveria (ur. 21 września 1972 w San Leandro, Kalifornia), amerykański perkusista. Zanim dołączył do zespołu Korn był perkusistą w L.A.P.D. od którego odszedł wraz z dwoma innymi członkami. Członek zespołu nu-metalowego Korn od 1993 do 2006. Od 2012 roku do rozwiązania w 2016 był członkiem zespołu INFINIKA od którego odszedł w wyniku sporów z wokalistą zespołu. W 2017 Silveria dołączył do Core 10, wiązki gatunków metalu, rocka i punku.

## Instrumentarium
- Perkusja Tama Starclassic Maple, wykończenie Rock Chrome[6]
  - 18"x22" Bass Drum
  - 6.5"x14" Signature Snare Drum[7]
  - 5.5"x10" Tom Tom
  - 6.5"x12" Tom Tom
  - 15"x15" Floor Tom
  - 16"x16" Floor Tom
  - 16"x20" Gong Bass Drum
- Talerze Paiste Signature series
  - 15" Signature Heavy Hi-Hats
  - 8" Signature Splash
  - 18" Signature Heavy China
  - 18" Signature Power Crash
  - 10" Signature Splash
  - 20" Signature Power Ride
  - 15" Signature Sound Edge Hi-Hats
  - 20" Signature Power Crash
  - 13" Signature Exotic/Percussion Mega Cup Chime
- Hardware Tama[6]
  - Iron Cobra Flexi Glide Twin Pedal
  - Iron Cobra Lever Glide Hi-Hat Stand
- Naciągi Remo
  - Snare - Coated Ambassador lub Emperor X
  - Bass - Clear Powerstroke 3
  - Toms - Clear Emperors
- Dodatkowo
  - Roland PD-7 pad
  - Pintech K3 electronic pedal
  - ddrum 4 sampler
  - Vater David Silveria DSK signature sticks
  - Vater stick and finger tape
  - Grip Peddler footboard traction pads